# Gian Battista Barberini

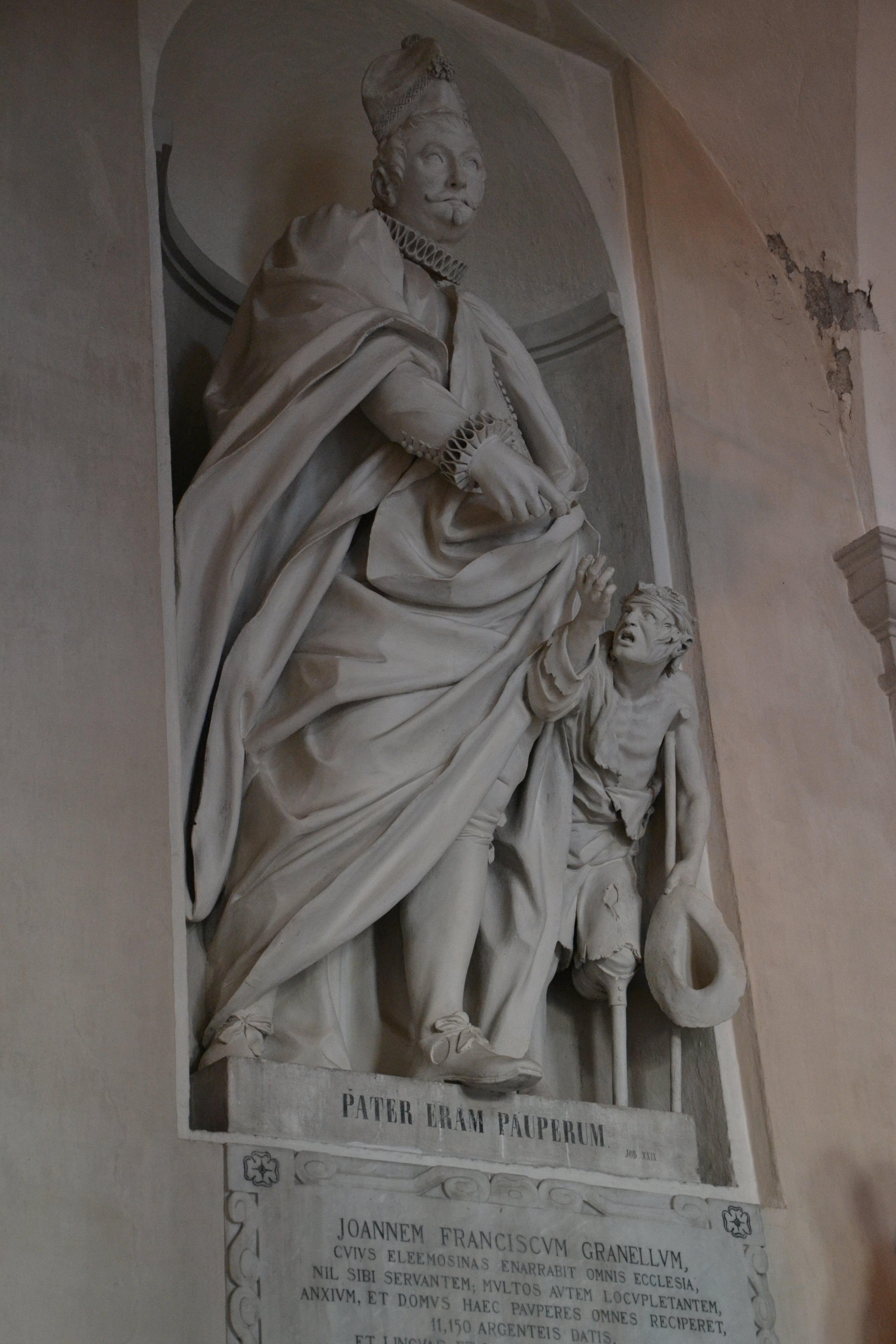
Gio Francesco Granello, statua in stucco, Albergo dei Poveri (Genova)

Gian Battista Barberini noto anche come Giovanni Battista Barberini, (Laino, 1625 – 1691 o 1692) è stato uno scultore, esponente del barocco.

## Biografia
Gian Battista Barberini nasce a Laino, in Val d'Intelvi, nel 1625, e la sua formazione artistica si svolge in ambito famigliare nell'area del comasco. Noto anche con la dicitura Giovanni Battista Barbarino. Lo scultore fa parte della "grande famiglia" degli artisti dei Laghi, ovvero una nutritissima serie di maestranze legate all'edilizia (muratori, scalpellini, scultori, stuccatori, decoratori, architetti, etc) originari del lago di Como e di Lugano (dal XVI secolo suddiviso tra la Svizzera e la Lombardia) che fino al XIX secolo furono parte essenziale dei cantieri italiani e di tutta Europa. Emigranti stagionali, organizzati in imprese famigliari altamente specializzate, per oltre un millennio lavorarono ovunque in Europa mantenendo saldo il legame con la madrepatria. 
La prima opera a lui attribuita (benché sospetta) risale al 1645 ed è la decorazione dell'altare maggiore della Chiesa parrocchiale di San Michele a Biumo Inferiore. L'attribuzione è avallata dalla presenza nella stessa chiesa di opere del suo conterraneo Ercole Ferrata, l'autore che ebbe la maggiore influenza sul giovane Gian Battista.
Altre opere giovanili del Barberini spaziarono dal Comasco alla Svizzera, come le Sibille e i Profeti della collegiata di Bellinzona del 1661 e gli stucchi della Chiesa parrocchiale di Laino (1664-1667). Nel paese natale, Barberini realizzò inoltre la statua di San Vittore, conservata nell'omonimo oratorio, nonché le statue di San Rocco e San Sebastiano, situate nella parrocchiale.
Nel 1666 fu a Cremona, dove nella Chiesa di Sant'Agostino realizzò degli altorilievi con episodi della Passione nell'omonima cappella e le dodici statue dei patriarchi e dei profeti, situate nella navata centrale. Tra il 1667 e il 1669 si recò a Vienna per delle decorazioni nella Chiesa dei Serviti (Vienna), che completò successivamente tra il 1680 e il 1682.
Nel 1672 scolpì a Genova le 8 statue dei Benefattori nello scalone d'onore dell'Albergo dei Poveri, mentre nel 1674 decorò la facciata interna di Palazzo Valenti Gonzaga a Mantova. 
Nel 1675 iniziò a lavorare presso gli organi e l'altare maggiore della Basilica di San Petronio di Bologna. 
Nel 1678 tornò a Mantova per realizzare l'altare maggiore della Chiesa della Santissima Trinità, per poi tornare anche nel 1683 per le decorazioni di Palazzo Sordi.
Tra il 1672 e il 1678 realizzò le statue di Giulio Cesare e di Alessandro Magno nell'atrio d'onore del Palazzo Lascaris di Torino, alla sua bottega sono probabilmente ascrivibili anche gli apparati decorativi, coevi, del palazzo. 
Negli anni 1680 - 1683 Barberini operò anche in Alta Austria: Sotto la direzione di Giovanni Battista Colomba stuccò la collegiata dell'Abbazia di Kremsmünster e ne progettò la facciata. Ha anche realizzato l'altare maggiore della Chiesa dei Gesuiti a Linz (Duomo vecchio) dal 1681 al 1683, sempre in collaborazione con G.B. Colomba.
Nel 1687 tornò in Svizzera per degli stucchi a Castel San Pietro e per realizzare putti e decorazioni in due cappelle della Chiesa collegiata dei Santi Pietro e Stefano a Bellinzona. Dello stesso anno è anche la volta della Chiesa di Santa Cecilia a Como. Altre opere degli anni successivi gli sono attribuite tra Como (Chiesa dell'Annunciata) e Vicenza (Palazzo Trissino), ma tali attribuzioni sono incerte.

Morì tra la fine del 1691 e l'inizio del 1692, e non nel 1666 come recita erroneamente un'iscrizione della chiesa di Sant'Agostino di Cremona.

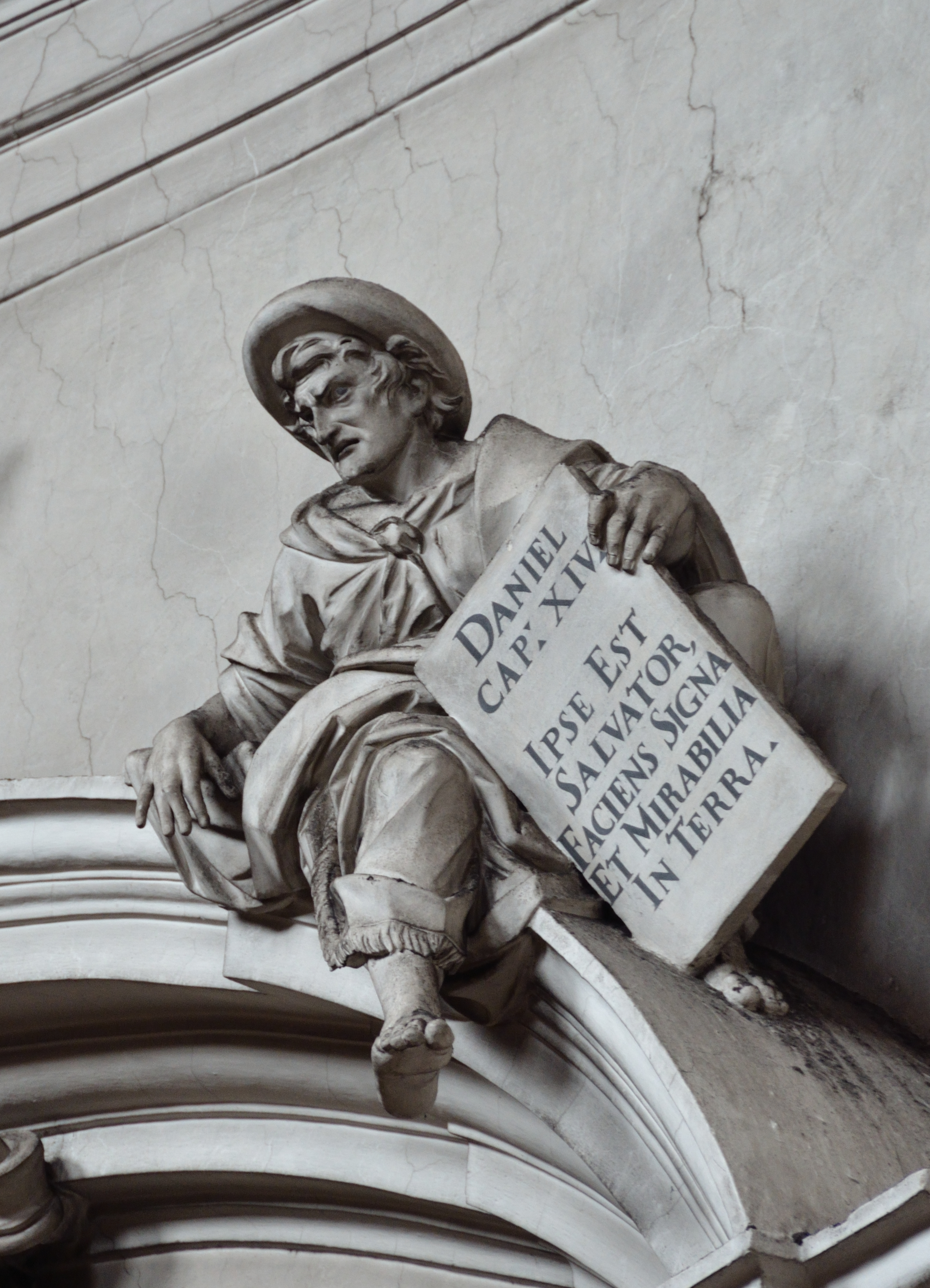
Daniele, Vienna, chiesa dei serviti
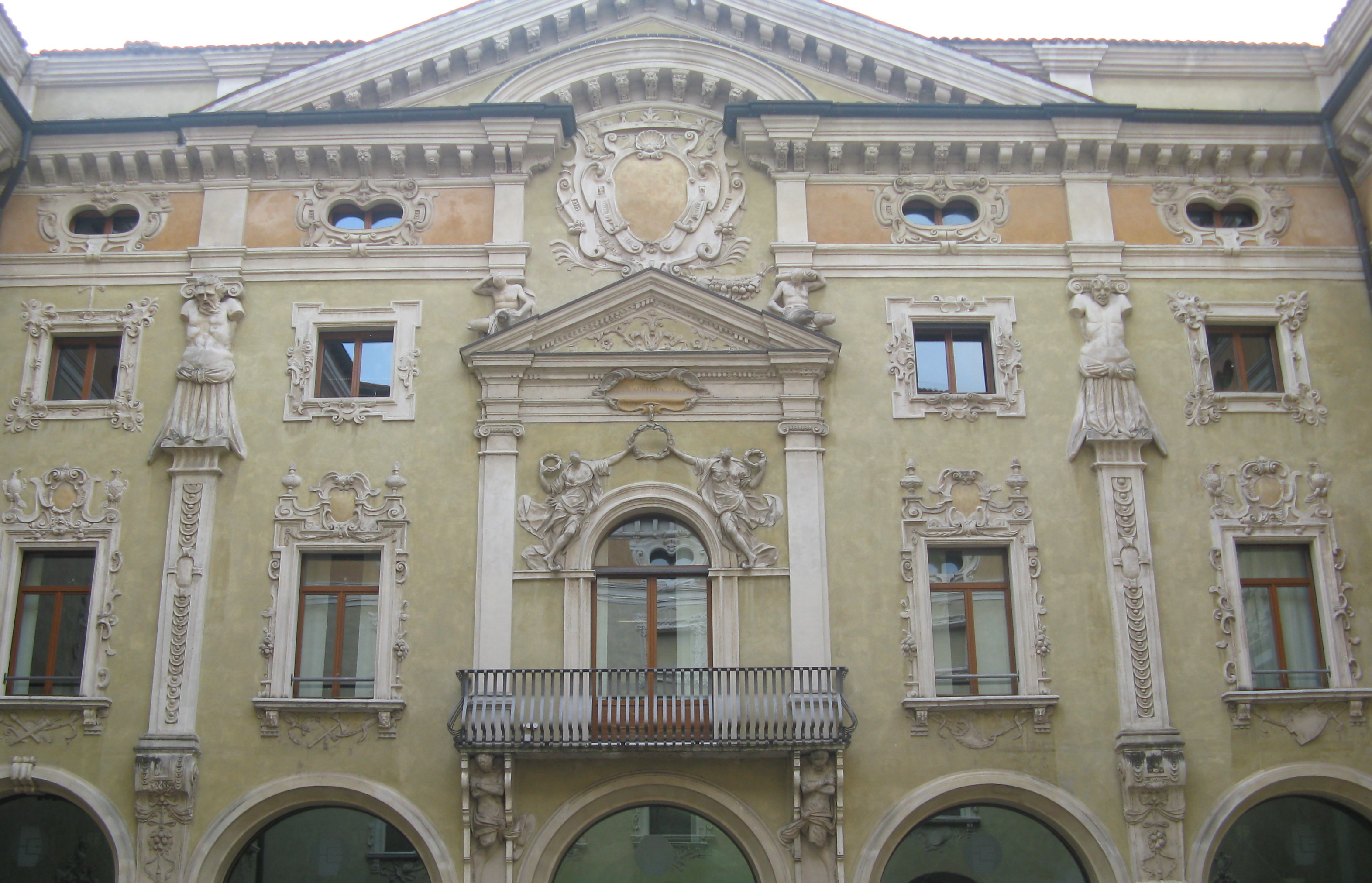
Palazzo Valenti, Mantova
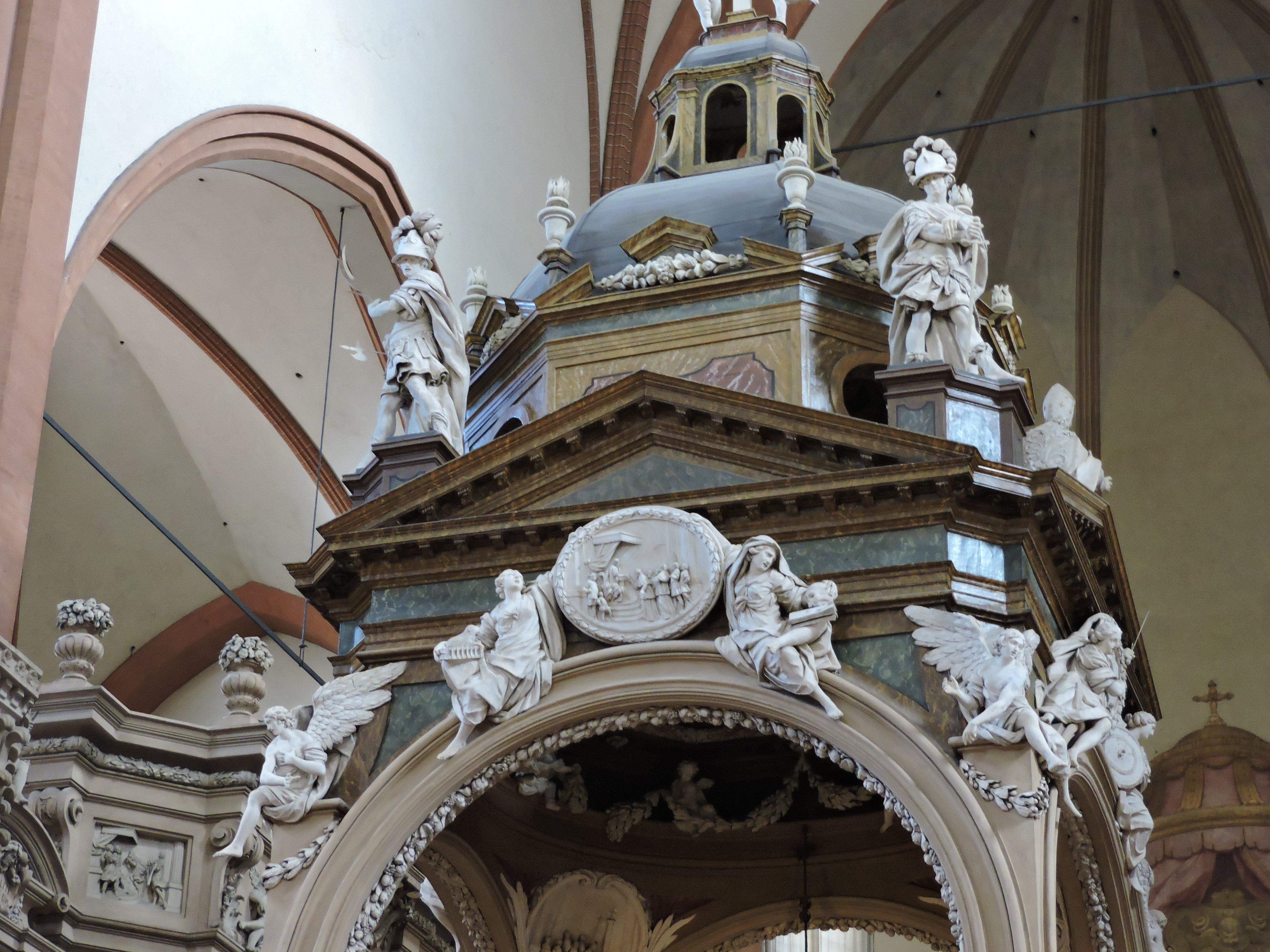
Ciborio, Basilica di San Petronio, Bologna